# Ciclismo ai Giochi della XXVIII Olimpiade - Corsa a punti maschile
La Corsa a punti maschile dei Giochi della XXVIII Olimpiade fu corsa il 23 agosto all'Athens Olympic Sports Complex. La medaglia d'oro fu vinta dal russo Michail Ignat'ev.
Vide la partecipazione di 23 atleti. La prova consisteva nell'effettuare 160 giri di pista (40 km), effettuando 16 sprint (uno ogni 10 giri). A ogni sprint venivano assegnati cinque punti al primo, tre al secondo, due al terzo e uno al quarto classificato. Ulteriori punti potevano essere guadagnati doppiando il gruppo; in questo caso il ciclista guadagnava 20 punti. Al contrario, se il ciclista veniva doppiato dal gruppo, ne perdeva 20.

## Risultati
| Pos | Atleta                | Sprint | P.ti Sprint | P.ti Giro | Punti Totali |
| --- | --------------------- | ------ | ----------- | --------- | ------------ |
| 1   | Michail Ignat'ev      | ?      | 13          | 80        | 93           |
| 2   | Joan Llaneras         | ?      | 22          | 60        | 82           |
| 3   | Guido Fulst           | ?      | 19          | 60        | 79           |
| 4   | Greg Henderson        | ?      | 18          | 60        | 78           |
| 5   | Milan Kadlec          | ?      | 15          | 60        | 75           |
| 6   | Mark Renshaw          | ?      | 20          | 40        | 60           |
| 7   | Peter Schep           | ?      | 18          | 40        | 58           |
| 8   | Angelo Ciccone        | ?      | 9           | 40        | 49           |
| 9   | Milton Wynants        | ?      | 6           | 40        | 46           |
| 10  | Franck Perque         | ?      | 3           | 40        | 43           |
| 11  | Marco Arriagada       | ?      | 5           | 20        | 25           |
| 12  | Jaŭhen Sobal'         | ?      | 4           | 20        | 24           |
| 13  | Juan Esteban Curuchet | ?      | 3           | 20        | 23           |
| 14  | Colby Pearce          | ?      | 3           | 20        | 23           |
| 15  | Aleksej Kolesov       | ?      | 2           | 20        | 22           |
| 16  | Makoto Iijima         | ?      | 13          | 0         | 13           |
| 17  | Franz Stocher         | ?      | 9           | 0         | 9            |
| 18  | Matthew Gilmore       | ?      | 7           | 0         | 7            |
| 19  | Vasyl' Jakovlev       | ?      | 3           | 0         | 3            |
| 20  | Wong Kam Po           | 0      | 2           | 0         | 2            |
| DNF | Chris Newton          | ?      | ?           | ?         | ?            |
| DNF | Tomas Vaitkus         | ?      | ?           | ?         | ?            |
| DNF | Mahdi Sohrabi         | ?      | ?           | ?         | ?            |